# Каяхан
Каяхан (29 березня 1949 , Ізмір  — 3 квітня 2015 , Стамбул ) — псевдонім турецького співака та композитора Каяхана Ачара (тур. Kayahan Açar).

## Біографія
Каяхан Ачар народився 29 березня 1949 року в Ізмірі. Дитинство та юність провів в Анкарі, потім переїхав до Стамбулу.
Перші пісні Каяхан випустив у 1970-х роках. В 1981 він випустив свій перший альбом, але популярність до Каяхану прийшла лише після участі у 1986 в Середземноморському музичному конкурсі, в якому він здобув перемогу, виконавши пісню Geceler (Ночі).
З другої половини 80-х співпрацював зі співачкою Нілюфер. Каяхан писав для неї пісні, також вони давали спільні концерти. Через деякий час у Нілюфера та Каяхана стався конфлікт із приводу авторських прав, розгляд у суді тривав понад 15 років.
У 1990 році Каяхан брав участь у конкурсі «Євробачення», там він виконав пісню «Gözlerinin Hapsindeyim» («Бранець твоїх очей»).

### Особисте життя
Каяхан був одружений тричі. Вперше одружився 1973 року. Цей шлюб тривав 24 роки, у ньому народилася дочка Бесте (нар. 1975). У 1995 році Бесте брала участь у конкурсі «Міс Туреччина». Другою дружиною Каяхана стала Лале Йилмаз, з якою він одружився 1990 року. У 1996 році подружжя розлучилося. У 1996 році Каяхан одружився з Іпеком Тютером (нар. 1976). У серпні 2000 року Тютер народила дочку Асли Генюль.

### Смерть
У 1990 році у Каяхана було діагностовано саркому м'яких тканин. Цей діагноз був також поставлений Каяхану у 2005 та 2014 роках. 3 квітня 2015 року Каяхан Ачар помер у шпиталі Стамбула від поліорганної недостатності. Незадовго до цього, у день святого Валентина, 14 лютого 2015 року Каяхан дав разом із Нілюфер свій останній концерт, на якому попрощався з глядачами.
Релігійна церемонія прощання зі співаком проходила в мечеті Тешвікії, після неї тіло співака було поховано на цвинтарі Канлиджа. На похороні були присутні турецькі артисти Нілюфер, Суат Суна, Сезен Аксу та Аріф Саг, а також президент Туреччини Реджеп Ердоган.